# Драконови къщи
„Драконовите къщи“ (на гръцки: Δρακόσπιτα) са група от двадесет монументални каменни структури, предимно квадратни или правоъгълни характерни за остров Евбея (Гърция). Смята се, че мегалитните структури са построени от дриопите – една от пред гръцките цивилизации, населявала района на Източен Пелопонес и Евбея.

## Археологическо проучване
Драконовата къща на планината Охи е проучвана археологически през 1959 година от професор Николаос Муцопулос. По време на разкопките са открити керамични фрагменти и олтар, където са извършвани жертвоприношения през Архаичната епоха. Муцопулос датира обекта към III – IV век пр. Хр.

## Описание и особености
Най-добре запазеният паметник е драконовата къща на върха на планината Охи (размери – 12,40 х 7,63 m) на север от Каристос и групата обекти разположени между Пали Лака в Стира (обект A – с размери 12,40 х 6,20 m, обект B – с размери 12,40 х 6,20 m; обект G – с размери 6,15 х 6,15 m). Други драконови къщи са идентифицирани в планинските райони около Стира край Ламико (размери: 7,65 х 6,25 м), Илкизис (обект A – с рамери 11,40 х 5,70 m, обект B – с размери 6, 20 х 5,80 m), Куртия (обект A – с размери 5,95 х 5,85 м, обект B – с размери 4,60 х 4,60 m), и по-ниско разположеният обект в Нимборио- т.нар Кулата Нимборио (с размери – 7, 40 х 6,50 m), и Лефка. Две драконови къщи са идентифицирани в централната част на о-в Евбея, една в планинската област и една в близост до Дирфи.
Характерни за тези мегалитни градежи са стръмните терени, на които са построени и наблюдателната им позиция, която несъмнено е била вземана предвид от архитектите им. Тежки и големи шисти се събират в един градеж от два пласта от срещуположни стени. Плочите от всеки слой излизат леко напред през следващите по-долу. Те са наредени така че градежът да завърши в полегат покрив в средата на който остава продълговат правоъгълен отвор, от която влиза светлина.
Съществуват много теории за предназначението, изграждането и датирането на Драконовите къщи. Смята се, че обектът в планината Охи е бил светилище посветено на Зевс и Хера в Елинистичната епоха, a впоследствие през Римската епоха е ползван за жилище на каменоделци в близката каменна кариера.

## Галерия с Изгледи от Драконови Къщи
- на в. Охи от север
- на в. Охи от юг
- на в. Охи от вътре
- Пали Лака на изток
- Пали Лака на север
- Капсала